# Marknadsförvrängning
Marknadsförvrängning är inom neoklassisk nationalekonomi en händelse där en marknad når en jämvikt mellan utbud och efterfrågan ("market clearing") för en tjänst eller vara, men där priset tydligt avviker från det pris som marknaden skulle nå om den fungerade under perfekt konkurrens, upprätthållande av ingångna avtal och ägande av privat egendom.
En förvrängning är någon form av avvikelse från idealet om perfekt konkurrens som därmed stör marknadens parter. Till exempel är en proportionell inkomstskatt en förvrängning, medan en fast skattesumma inte är det. I en konkurrenskraftig jämvikt ("Walrasian equilibrium") motverkar proportionell inkomstskatt arbete.
I perfekt konkurrens, utan inverkande faktorer, finns ingen förvrängning vid marknadsjämvikten mellan utbud och efterfrågan där priset motsvarar marginalkostnaden för varje företag och varje produkt.
Generellt kan förvrängning mätas som avvikelsen mellan marknadspriset för en vara och dess marginella sociala kostnad, alltså skillnaden mellan den marginella substitutionskvoten (MRS) vid konsumtion och den marginella transformationskvoten (MRT) vid produktion. Sådan avvikelse kan orsakas av statlig reglering, monopoltariffer och importkvoter, som i teorin kan ge upphov till fördelssökande. Andra källor till förvrängning är okorrigerade externa effekter, olika skattesatser på varor eller inkomst, inflation eller ofullständig information. Alla dessa kan leda till en nettoförlust i konsumentöverskott.
I samband med publiceringen av en rapport 2020 vid Kommerskollegium, sade en av författarna att "Industriella bidrag medför förvrängningseffekter och kan förhindra en effektiv allokering av resurser inom och mellan ekonomier."